# دیدگاه‌های عبدالکریم سروش

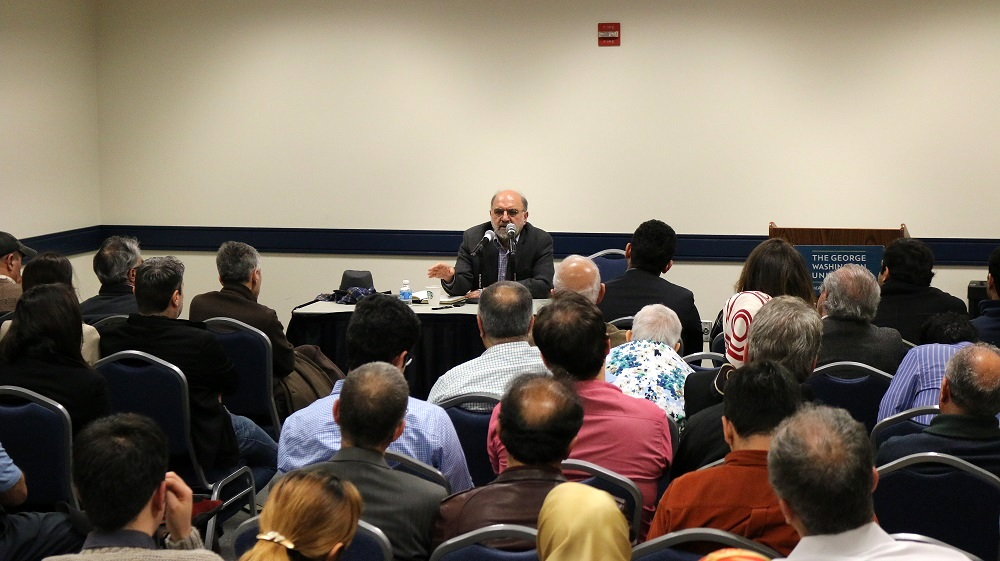
سخنرانی سروش دربارهٔ مفهوم تاریخ در دانشگاه جورج واشینگتن، دسامبر ۲۰۱۵

دیدگاه‌های عبدالکریم سروش، شامل اندیشه‌ها و باورهای او در مورد موضوعات دینی و فلسفی است. عبدالکریم سروش یک پلورالیست است و همواره کوشیده‌است تا با ارائهٔ تأویلی جدید از اسلام آن را برای انسان امروز قابل فهم کند. این تأویل، به‌ویژه در مقابل اسلام بنیادگرایانه قرار می‌گیرد.

## پلورالیسم
نحوه ورود سروش به پلورالیسم دینی متأثر از آموزه‌های عرفانی بود. وی تحت تأثیر مولانا و ابن عربی قرار داشت.
صورت‌بندی وی از پلورالیسم دینی مبتنی بر دو رویکرد است. در رویکرد اول، دینداری را به سه سنخ تقسیم می‌کند: دینداری معیشت‌اندیش، دینداری حقیقت‌اندیش، دینداری تجربت‌اندیش.
- دینداری معیشت‌اندیش: وی دینداری معیشت‌اندیش را دین‌داری جمهور دین‌داران می‌داند و می‌گوید آن‌ها دین را دوست دارند، چرا که دین هم دنیا و هم آخرت آن‌ها را آباد می‌کند. مطابق گفته بعضی از روحانیان، برای داشتن زندگی خوب در دنیا و آخرت غیر از دین به چیز دیگری نیاز نیست. وی دغدغه اصلی در این دینداری تقلیدی را «سود و منفعت» می‌داند و معتقد است در این نوع دینداران، دین مانند ملیت است و همان‌طور که کسی بلژیکی یا هلندی زاده می‌شود، مسلمان یا مسیحی به دنیا می‌آید و همان‌طور که کسی گرایشی به تغییر ملیت خود ندارد، تمایلی هم به تغییر دینش ندارد.[۱]
- دینداری معرفت‌اندیش: سروش نوع دیگر دینداری را دینداری معرفت‌اندیشانه یا دینداری متکلمانه نامیده‌است و دغدغه اصلی در این دینداری را صدق و کذب می‌داند. او معتقد است دین در اینجا به مثابه حقیقت در نظر گرفته می‌شود. سروش گفته‌است در این نوع دینداری تحقیقی، صدق و کذب دغدغه اصلی است و همین دغدغه و محوریت داشتن تعقل، راه را بر پلورالیسم دینی هموار می‌کند. به اعتقاد وی، متکلمان و فیلسوفان ایران پلورالیست بودند، به این معنا که به استقبال ایده‌های جدید از منابع معرفتی مختلف می‌رفتند و دغدغه سازگاری آن‌ها را با هم داشتند. وی غزالی را به عنوان دیندار معرفت‌اندیش می‌شناسد که با شک و تردید به سراغ هر آموزه‌ای می‌رفت و شکاکیت بخشی از بازی عقلانی است.[۱]
- دینداری تجربت‌اندیش: او نوع سوم دین‌ورزی، که در همه ادیان از جمله مسیحیت هم هست را دین‌ورزی تجربت‌اندیشانه یا عارفانه یا پیامبرانه می‌داند و می‌گوید در این دینداری، پیروان که همان عارفان هستند در اذواق و تجارب باطنی با پیامبر شریک می‌شوند. آنان دین‌ورزی خود را از حقوق و فقه شروع نمی‌کنند. آنان با تجارب باطنی آغاز می‌کنند و حول این تجارب، لایه‌ای از فقه و اخلاق می‌تنند. در حالی که دینداران معیشت‌اندیش، دین ورزی خود را از قشر و لایه بیرونی دین آغاز می‌کنند. وی دینداری تجربت‌اندیش را «به معنای دقیق کلمه»، مستعد پلورالیسم می‌داند.[۱] باید توجه داشت که اصطلاح تجربهٔ دینی در قاموس سروش تنها شامل تجربیات عارفانه و شهودی از دین است و نه هر نوع تجربه‌ای.

## وحی و قرآن
سروش مدعی است تمام معرفت‌های بشری و استنباط‌های انسانی از دین، «تاریخی است و معروض خطا.»
او در یک مصاحبه جنجالی گفت قرآن نه تنها محصول شرایط تاریخی خاصی است که در بستر آن شکل گرفته، بلکه برآمده از «ذهن پیامبر اسلام» و «تمام محدودیت‌های بشری» او نیز هست. او در این باره گفته‌است:
 وحی الهام است. این همان تجربه‌ای است که شاعران و عارفان دارند؛ هر چند پیامبران این را در سطح بالاتری تجربه می‌کنند. در روزگار مدرن، ما وحی را با استفاده از استعارهٔ شعر می‌فهمیم. چنان‌که یکی از فیلسوفان مسلمان گفته‌است: وحی بالاترین درجه شعر است.
او در تولید قرآن، نقش پیامبر اسلام را محوری می‌داند. سروش معتقد است پیامبر درست مانند یک شاعر احساس می‌کند که نیرویی بیرونی او را در اختیار گرفته‌است. اما در واقع شخص پیامبر همه چیز است، آفریننده و تولیدکننده. وی گفته‌است این الهام از «نَفس پیامبر» می‌آید و نفس هر فردی الهی است. اما پیامبر با سایر اشخاص فرق دارد، از آن رو که او از الهی بودن این نفس آگاه شده‌است. او این وضع بالقوه را به فعلیت رسانده‌است. نفس او با خدا یکی شده است. او معتقد است این اتحاد معنوی با خدا به معنای خدا شدن پیامبر نیست و این اتحادی است که محدود به «قد و قامت خود پیامبر» است. این اتحاد به اندازهٔ بشریت است، نه به اندازهٔ خدا. وی گفته است مولوی، شاعر و عارف، این تناقض‌نما را با ابیاتی به این مضمون بیان کرده است که «اتحاد پیامبر با خدا، همچون ریختن بحر در کوزه است».
وی در بیان معنای وحی گفته است:
پیامبر به نحوی دیگر نیز آفرینندهٔ وحی است. آنچه او از خدا دریافت می‌کند، مضمون وحی است. اما این مضمون را نمی‌توان به همان شکل به مردم عرضه کرد، چون بالاتر از فهم آن‌ها و حتی ورای کلمات است. این وحی بی‌صورت است و وظیفهٔ شخص پیامبر این است که به این مضمون بی‌صورت، صورتی ببخشد تا آن را در دسترس همگان قرار دهد. پیامبر، باز هم مانند یک شاعر، این الهام را به زبانی که خود می‌داند، و به سبکی که خود به آن اشراف دارد، و با تصاویر و دانشی که خود در اختیار دارد، منتقل می‌کند.
او همچنین معتقد است آنچه قرآن دربارهٔ وقایع تاریخی، سایر ادیان و سایر موضوعات عملی زمینی می‌گوید، لزوماً نمی‌تواند درست باشد.
سروش به یک معنا، مبلغ رئالیسم انتقادی است و معتقد به این است که شناخت حاصل تعامل بین ذهن ما و واقعیت خارج است. یعنی نقش ذهن را در فرایند شناخت پررنگ می‌کند، او مروج نگاه عینکی (به تعبیر خودش) در شناخت است یعنی همه ما از پس عینک‌های رنگی خودمان به عالم نگاه می‌کنیم و به همین دلیل این تصاویر رنگ عینک‌های ما را هم دارد. سروش می‌گوید آنچه از احکام شریعت وجود دارد فهم ما از احکام شریعت است.

## ولایت فقیه
عبدالکریم سروش انتقاداتی را نسبت به تئوری ولایت فقیه وارد کرده و گفته‌است:
تئوری ولایت فقیه، عین استبداد دینی است و با این تئوری اصولاً نمی‌توان نظم دموکراتیک به وجود آورد. حتی هیچ‌کس نمی‌تواند در ذیل تئوری ولایت فقیه، عدالت بورزد چون همان‌گونه که فیلسوفان قدیمی گفته‌اند، قدرت مطلقه فساد مطلق می‌آورد. پارساترین فرد هم اگر در راس جامعه با قدرت غیرپاسخگو قرار گیرد بعد از چند سال بسیار از عدالت فاصله خواهد گرفت؛ لذا تئوری ولایت فقیه آیت‌الله خمینی از همان آغاز یک تئوری غیراخلاقی بود.
او جمهوری اسلامی را تجربه‌ای تلخ دانسته و گفته‌است تئوری ولایت فقیه، تئوری عدالت ورزانه‌ای نبوده و نیست. به گفته سروش وقتی که سید روح‌الله خمینی بحث ولایت فقیه را مطرح می‌کرد، تکیه به «نیابت از امامان معصوم» کرد. این معنایش این است که همان «مشروعیت الهی و کاریزماتیک و الهی امام معصوم» منتقل می‌شود به ولی فقیه. پس اگر به دل تئوری ولایت فقیه آیت‌الله خمینی وارد شوید، قصه همین است. یعنی مشروعیت در اصل از خداوند و پیامبر گرفته می‌شود و فره ایزدی که شخص در اثر اتصال با این بزرگان پیدا می‌کند، او را شایسته حاکمیت قرار می‌دهد. وی گفته‌است ولی امر وکیل الرعایا نیست، ما در تاریخ ایران کریم خان زند را داشته‌ایم که خود را وکیل الرعایا می‌نامید اما ولی فقیه، ولی مردم است. ولایت فقیه یعنی خواجگی، یعنی سروری، این غیر از وکالت است، غیر از نیابت از مردم است. او معتقد است چنان‌که باید در مفهوم ولایت فقیه در ایران صراحت به خرج داده نمی‌شود چرا که این موضوع چهره‌ای ناخوشایند نیز دارد. همچنین وی مسئله مشروعیت را یک امر بیرون دین می‌داند نه در درون دین.
سروش دربارهٔ نقش فتوا در حکومت دموکراتیک، دیدگاه روشنی دارد: «باید به سویی برویم که در آن نتوان با فتوای هیچ مفتی‌ای کسی را نصب کرد یا کسی را عزل کرد. تمام نکته همین است که در یک نظام دمکراتیک اساساً این بساط باید جمع شود. ما قانون داریم و قانون داریم و همین.»
سروش دربارهٔ دخالت دادن هرچه بیشتر احکام فقهی در اداره امور کشور می‌گوید:
وقتی شما فتیله بعضی از این احکام را بالا بکشید چراغ دین دود می‌زند و همهٔ خانه آتش می‌گیرد؛ لذا اتفاقاً در جامعهٔ چند فرقه‌ای (که در آن انواع دینداران و حتی بی دینان وجود دارند) باید این فتیله را پایین نگه داشت تا همگان بتوانند در این جامعه فعالیت کنند.
همچنین وی گفته‌است آدمیان نمی‌توانند مرکب قدرت را بی‌مهار رها کنند. در مقابل قدرت بی‌مهار، دو راه بیشتر وجود ندارد: اول اینکه عطای قدرت را به لقایش ببخشیم و به جایش به رستگاری فردی بیندیشیم، و دوم هم اینکه قدر این قدرت را بدانیم و برای مهارش تدابیری بیندیشیم. در این صورت است که اندیشهٔ سیاسی، فلسفهٔ سیاسی و علوم سیاسی پدیدار می‌شود. قدرت بی‌امان، به زیان همه است و نمی‌توان رهایش کرد و تسلیمش شد. او در باب ضرورت شکستن قدرت مجتمع بر این باور است که خطر تنها زمانی کمتر خواهد شد که قدرت مطلقه مهار شود و این مهار تنها از طریق عمل به حقیقت‌خواهی و رعایت اصول عادلانه در روابط حاکم و مردم امکان‌پذیر است.
او در مورد قدرت از نوع مطلقه معتقد است قدرت مطلقه هر کجا باشد فساد می‌آورد چه دینی باشد چه غیر دینی.

## حکومت دینی
سروش معتقد است که دربارهٔ تئوری حکومت دینی می‌توان بحث کرد و نظر داد، اما از نظر او مشکل در اجرای این تئوری است. او دراین‌باره گفته‌است شاید بتوان گفت حکومت دینی به دو دلیل نمی‌تواند بنا شود. یکی اینکه با قدرت نمی‌توانید ایمان و عشق بسازید و دوم این‌که اساس حکومت دینی بر تکلیف بنا شده‌است، در حالی که روزگار ما روزگار حق‌مداری است. بشر جدید بشری است حقوق‌مدار، یعنی به دنبال حقوق خویشتن است. اصلاً بیانیهٔ حقوق بشر در این دوران نوشته شده و چشم‌ها به آن باز شده و یک ایدهٔ محوری است که همهٔ قانون اساسی‌ها حول آن نوشته می‌شود در حالی که اندیشهٔ دینی علی‌الاصول در همه ادیان و علی‌الخصوص در اسلام بر تکلیف مبتنی است. سروش در مورد تکالیف دینی معتقد است «من نمی‌گویم که تکلیف را باید فرو نهاد یا امری بی‌معنی است. اما گاهی حقوق را در سایهٔ تکلیف معنا می‌کنیم گاهی تکالیف را در سایه حقوق. گاهی تقدم با تکلیف است گاهی با حقوق. در حکومت دینی تقدم با تکلیف است. به اعتقاد او در گذشته مردم تکلیف‌اندیش بودند و حکومت‌های دینی می‌توانستند رضایت مردم را به دنبال داشته باشند، چون هم‌فکر بودند، اما ولایت فقیه و حکومت دینی چون حکومت تکلیف اندیش است با اندیشهٔ جدید که حق‌مداری است در عمل تناقض پیدا می‌کند. او معتقد است «ممکن است شما یک حکومت فاشیستی بنا کنید، ممکن است یک حکومت دیکتاتوری بنا کنید، یک حکومت دینی نمی‌توانید بنا کنید، نه این‌که در تئوری نمی‌توانید فکرش را بکنید، در عمل نمی‌توانید آن را اجرایش کنید. به دلیل این‌که در عمل با آن در تناقض روبه‌رو می‌شوید.»
به اعتقاد او حکومت اسلامی در تئوری خیلی خوب است اما در عمل ناشدنی است. او گفته‌است «شما با قدرت نمی‌توانید ایمان بسازید مشکل این است. شما با قدرت می‌توانید خیلی چیزهای دیگر بسازید اما با قدرت نمی‌توانید ایمان بسازید.»

## سکولاریسم
او سکولاریسم را به‌طور کلی به دو دسته تقسیم کرده‌است، «سکولاریسم سیاسی» و «سکولاریسم فلسفی» و آن‌ها را تشریح کرده‌است:
- سکولاریسم سیاسی یا حکومت فرادینی: سکولاریسم سیاسی یعنی انسان، نهاد دین را از نهاد دولت جدا کند و حکومت نسبت به تمام فرقه‌ها و مذاهب نگاهی یکسان داشته باشد و تکثر آن‌ها را به رسمیت بشناسد و نسبت به همه آن‌ها بی‌طرف باشد.[۵] وی سکولاریسم سیاسی را به معنای جدا کردن حکومت از دین می‌داند و نه جدا کردن دین از سیاست. به گفته او، اگرچه یک معنی سکولاریسم نفی دخالت روحانیت در امور تعریف می‌شود ولی این به معنی نفی دخالت دین نیست.[۹] با سکولاریسم سیاسی فرا دینی کسی هم که مؤمن است، خاطر جمع می‌شود که دین و ایمانش محفوظ خواهد ماند و حکومت به اعتقاد و عمل او تعرضی نخواهد کرد.[۵] وی معتقد است با آمدن دموکراسی و سکولاریسم سیاسی، به دین و به عمل دینداران لطمه‌ای نخواهد خورد. از طرف دیگر با آمدن دینداران دموکرات، مشی سیاسی غیردینداران هم آسیبی نخواهد دید؛ یعنی همزیستی مسالمت آمیزی در سایه یک نظام دموکراتیک تحقق خواهد یافت.[۱۰]
- سکولاریسم فلسفی: سکولاریسم دیگری داریم با نام سکولاریسم فلسفی که معادل با بی‌دینی و بی اعتقادی به دیانت است و نوعی ماتریالیسم (ماده‌گرایی) است. این نوع سکولاریسم با اندیشه دینی غیرقابل جمع است.»[۵]

سروش معتقد است «برای اینکه دین جان سالم به در برد و ایمان مؤمنان، آزادانه و نه به تحمیل صورت گیرد، به نظر من سکولاریسم سیاسی یک امر بسیار پسندیده‌است اما سکولاریسم فلسفی نه، چون با دیانت قابل جمع نیست. در یک نظام مبتنی بر سکولاریسم سیاسی افرادی که به دیانت هم معتقد نیستند می‌توانند از حقوق شهروندی برخوردار باشند و آزادانه زندگی کنند و از همه مزایا و مواهبی که دیگران به حکم شهروندی برخوردار هستند، بهره‌مند شوند.»
سروش سکولاریزم سیاسی را بهداشتی‌ترین حالت برای حکومت و برای نسبت میان دین و قدرت برای جامعه معرفی کرد که البته با سکولاریزم فلسفی فرق بسیار دارد و مطلقاً به معنای بی‌اعتقادی و ضدیت با دیانت نیست، و با تعیین نسبتی که بین قدرت و دین می‌کند آیندهٔ روشن‌تری را هم برای قدرت و هم برای دین رقم می‌زند.

وی در مصاحبه‌ای گفته‌است: 
مسئله ای که به ویژه در خارج از کشور پدید آمده، این است که بسیاری از کسانی که ادعای سکولار بودن می‌کنند، برحسب اعتقادات هم سکولارند؛ یعنی اعتقادی به معنویت و دیانت ندارند. البته آنان مختارند که چنین باشند، اما وقتی فقط اینها مدافع سکولاریسم می‌شوند، سکولاریسم برای جامعه ایرانی معنای وحشتناکی پیدا می‌کند. یعنی تصور می‌کنند دم زدن از سکولاریسم، مترادف است با دست کشیدن از اعتقاد و دیانت. این خطا و توهم را باید تصحیح کرد.
سروش گفته‌است در نظریه ولایت فقیه از آن جهت که فرد فقیه است، حق حکومت دارد، ولی در اندیشهٔ سکولاریسم این باطل است و فرد فقیه هیچ‌گونه امتیازی برای حکومت کردن ندارد. او سکولاریسم سیاسی را بی‌طرف بودن حکومت از نظر ایدئولوژی توصیف می‌کند و می‌گوید در جهان امروز حکومت مبتنی بر هیچ دیانت خاصی نیست و نسبت به دین بی‌طرف است.
او در نقدی، از تبیین جهان براساس آموزه‌های دینی، دربارهٔ معنای دیگری از سکولاریسم گفته‌است اندیشه سکولار از مفاهیم دینی برای تبیین حوادث بیرونی استفاده نمی‌کند و برای مثال با اشاره به دوران جنگ ایران و عراق گفته‌است «وقتی فاو فتح شد و بعد سقوط کرد در نماز جمعه آن زمان گفته شد سقوط فاو به دلیل گناهان ما بود.» او چنین تبیینی را غیر علمی می‌دانست.
سروش فلسفه اسلامی را به دلیل نوع تبیینی که از جهان فارغ از مفاهیم دینی می‌کند، سکولار می‌نامد ولی در مقابل، عرفان اسلامی را از عالم سکولاریسم دور می‌داند. وی معتقد است عرفان همهٔ جهان را زیر اسماء الهی می‌داند و جهان را تجلی خدا و عارفان را قهرمانان تجربهٔ دینی معرفی می‌کند. او همچنین مفهوم آخرت را غیر سکولارترین عنصر دین اسلام نامیده‌است زیرا تبیین آن تنها بر اساس مفاهیم دینی ممکن است.

## مهدویت سیاسی
عبدالکریم سروش از معدود متفکرانی است که به واکاوی نسبت میان مهدویت و سیاست و ارائه تصویری نو از مهدویت پرداخته‌است. سروش مدافع سکولاریسم سیاسی و کاملاً مخالف تز یکی‌شدن دین و سیاست در مهدویت سیاسی است. وی معتقد است مهدویت سیاسی در طول تاریخ حداقل به چهار شکل خود را در سیاست نشان داده‌است:
نظریهٔ ولایت مطلقهٔ فقیه: نظریه ولایت مطلقه فقیه که با دموکراسی سازگار و قابل جمع نیست فرزند مهدویت سیاسی است. مهدویت سیاسی توجیه‌گر امتیازات ویژه فقها برای حکومت در نظریه ولایت فقیه است. مهدویت سیاسی بر اساس نظریه ولایت مطلقه فقیه، ولی فقیه را نائب حجت بن الحسن فرض می‌کند و همان اختیاراتی را به ولی فقیه در قدرت و تصرف در نفوس و اعراض و اموال مسلمین می‌دهد که امام غائب داراست. سروش در مورد نسبت میان مهدویت سیاسی و تئوری ولایت فقیه بر این باور است که بر اساس تئوری ولایت فقیه، خمینی حکومت را حق فقیهی می‌دانست که به نیابت از امام غائب و با برخورداری از امتیازات و اختیارات او سقف سیاست را بر ستون شریعت بزند و دست قدرت از آستین مهدویت درآورد و با تصّرف در نفوس و اعراض و اموال مسلمین ناخداوار سفینه جامعه را با نسیم ولایت به ساحل هدایت برساند. این آشکارترین و ناب‌ترین شیوه بنای سیاست بر مهدویت بود و چنان‌که همه می‌دانیم نه آقای خمینی نظریه خود را دموکراتیک می‌دانست و نه دیگران چنان صفتی را درخور آن می‌دیدند و نه بسط و تداوم عملی آن تئوری سامانی دموکراتیک به کشور داد؛ و چنان‌که گذشت متکلمان رسمی این حکومت هم به هیچ رو شرمنده نبوده و نیستند از این‌که ناسازگاری نظری و عملی دموکراسی را با ولایت فقیه به صد زبان و برهان مدلّل و مسلّم سازند.
نظریه سلطنت به نیابت از امام زمان پادشاهان صفوی: شکل دیگر مهدویت سیاسی در طول تاریخ که سروش به آن اشاره می‌کند نظریه «سلطنت به نیابت از امام زمان پادشاهان صفوی» بوده‌است. این تز در واقع نظریه سیاسی صفویان بود. این تز هم با دموکراسی آشکارا در تعارض است. سروش در این‌باره می‌نویسد:
«[اگر] پیشگامان مهدویت سیاسی را در تاریخ گذشته جستجو کنیم البتّه با صفویان ملاقات خواهیم کرد که از ملاقات شاه اسماعیل با صاحب‌الامر مهدی داستان‌ها ساخته بودند و آوازه درانداخته بودند که وی تاج و شمشیر و خنجر و کمر و رخصت خروج را از مهدی گرفته‌است؛ و حتی شاهان صفوی را منصوبان امامان به سلطنت می‌انگاشتند و دولت‌شان را مخلّدو به ظهور قائم آل محمّد متّصل باز می‌نمودند. اگر این آواها امروزه آواهای آشنایی است، برای آن است که سرچشمه‌ای یکسان دارند و از حلقومی واحد برمی‌خیزند و باری فصل مشترکشان این است که بر سیاست ورزی مهدی گرایانه‌ای استوارند که با نظم انسان نواز مردم سالار نسبتی و قرابتی ندارد.
نظریه بی‌عملی سیاسی حجتیه: شکل دیگر مهدویت سیاسی مورد اشاره سروش، نظریه بی‌عملی سیاسی در زمان غیبت و غاصب شمردن حکومت‌های پیش از ظهور «امام زمان» است. در طول تاریخ بسیاری از فقهای شیعه مدافع این نظریه بودند و حالا هم این نظر توسط انجمن حجتیه تبلیغ می‌شود سروش در توصیف این دیدگاه می‌نویسد:
شاید صحیح‌تر آن باشد که مهدویت‌گرایان حجّتیه را در امر سیاست، مردمی بی‌عمل و کناره‌گیر بشماریم که با همه حکومت‌ها می‌سازندو به معاش خود می‌پردازند تا پایان زمان در رسد و مهدی موعود نقاب از چهره براندازد. نیک روشن است که در شکم این بی‌عملی سیاسی هم طفل دموکراسی پرورده نخواهد شد.
نظریه اسلام انقلابی یا انتظار مذهب اعتراض شریعتی: از دید سروش یکی دیگر از اَشکال مهدویت که با دموکراسی چندان همخوانی ندارد نظریه «انتظار مذهب اعتراض» دکتر علی شریعتی است. شریعتی در مقاله انتظار مذهب اعتراض در قامت یک اتوپیاگرا و تاریخ گرای معتقد به جبر تاریخ ظاهر می‌شود که رویکردی پراگماتیستی به انتظار و مهدویت برای تغییر وضع موجود و دست یابی به اتوپیای مورد نظر خود دارد و معتقد است که:
«انتظار یعنی «نه» گفتن به آنچه که هست و منتظر، معترض به وضع موجود است.» «انتظار ایمان به آینده است و لازمه‌اش انکار حال.» «انتظار جبر تاریخ است و بزرگ‌ترین عاملی که ستم‌دیده‌ها و استثمارشونده‌ها را نیرو و ایمان می‌بخشد. انتظار یک نوید و عامل خوش‌بینی تاریخی است.» سروش دربارهٔ رویکرد علی شریعتی به انتظار و مهدویت می‌نویسد:
اما در جانب روشنفکران دینی، دکتر علی شریعتی دلیر، در استخدام نظرّیه مهدویت برای اهداف سیاسی از همه دلیرتر بود. وی بی آن که به مبانی کلامی مهدویت بپردازد از انتظار فرج سلاحی برای اعتراض ساخت و به دست پیکار جویان مسلمان داد تا با حکومت وقت درآویزند و آن را براندازند. این شیوه ماهرانه اسلحه‌سازی ایدئولوژیک، گرچه خاصیّتی انقلابی داشت و به کار پیکار می‌آمد، اما دریغا که با مردم‌سالاری و استقرار نظم دموکراتیک مهربان نبود و جز ناراضی تراشی بهره‌ای و میوه‌ای نمی‌داد و البته خادم خالص نظریه «امت و امامت» بود که نظریه‌ای سخت ضد دموکراتیک از کار درآمد.
سروش معتقد است نظریه «انتظار مذهب اعتراض» به نظریه «امت و امامت» علی شریعتی در سیاست منجر می‌شود، که با دموکراسی کاملاً سر ناسازگاری دارد. در «امت و امامت»، مهدویت با برخی نظریه‌های چپ آمیخته می‌شود و تبدیل به یک ایدئولوژی می‌شود. وی در آثارش از جمله کتاب «فربه‌تر از ایدئولوژی» به‌طور مفصل تبدیل دین به اسلحه انقلابی و ایدئواوژیک توسط علی شریعتی و تعارضات آن با تفکر دموکراتیک را نقد کرد. سروش نوشت «ایدئولوژی دراصل مرامنامه انسان معترض است که خود را خدا می‌داند و به تفسیر جهان قانع نیست و در پی تغییر آن است.» از جمله گفته بود ایدئولوژی بیش از عقل بر احساس تکیه می‌کند و در نتیجه در پیروان خود پندار یقین را می‌دمد و موجب بستن باب تفکر می‌شود. سروش معتقد است در جوامع ایدئولوژیک رهبری یک شکل فرماندهی نظامی پیدا می‌کند و حکومت می‌کوشد جامعه را ایدئولوژیک کند. در چنین جوامعی شخصیت‌ها از قانون محترم‌تر شمرده می‌شوند، تنها یک تفسیر رسمی از ایدئولوژی مقبول می‌افتد و روی خوش به کثرت‌گرایی و پلورالیسم نشان داده نمی‌شود. به علاوه ایدئولوژی‌سازی از دین به مرزبندی‌های غیر دموکراتیک خودی و غیرخودی و دشمن‌تراشی منجر می‌شود که می‌تواند به اعمال خشونت و نقض حقوق بشر روی خوش نشان دهد.

## دیگر دیدگاه‌ها
سروش معتقد است خدا خود را درمقام پاسخگویی قرار می‌دهد و مردم حق دارند او را مورد پرسش قرار دهند و از او بازخواست کنند. سروش بر این باور است در سنت اسلامی ما با دو خدا مواجهیم یکی خدایی که پاسخگوست و دیگری خدایی که قاهر است و ورای پاسخگویی است و امروزه در جهان اسلام، این خدای دوم یعنی خدای قاهر و غیر پاسخگوست که پرستیده می‌شود. او می‌گوید «اما ما می‌توانستیم خدای دیگری را بپرستیم. می‌توانستیم تصور و تلقی دیگری از خدا را داشته باشیم.» سروش همانند فیلسوف محبوب‌اش کارل پوپر از ریشه با پوزیتیویسم و مارکسیسم جنگید. علم جدید، عرفان سنتی و الهیات، تاروپود سه زمینه درهم تنیدهٔ دغدغه‌ها و تعلقات این روشنفکر دینی را بافتند.

### انقلاب اسلامی ایران
وی معتقد است انقلاب اسلامی، «انقلابی بی‌تئوری» بود. او گفته‌است با انقلاب به جای «دیکتاتوری پادشاهی»، یک «دیکتاتوری مذهبی» به پا کردیم. به اعتقاد وی در انقلاب اسلامی ایران فقط گفته می‌شد اسلام و این معنای مبهمی بیش نداشت. چنان‌که در این اسلام، نه اقتصاد تعریف شدهٔ روشنی وجود دارد، نه حتی فقه به رشد کافی رسیده است تا بتواند مشکلات جهان جدید را حل و دولت و جامعه را اداره کند. او با مقایسهٔ انقلاب اسلامی با انقلاب روسیه و فرانسه گفته‌است در انقلاب روسیه، ایدهٔ اصلی، ایجاد جامعه‌ای بی‌طبقه و نهایتاً سوسیالیسم و کمونیسم بود و انقلاب فرانسه هم نتیجه ایده‌های فیلسوفانی که چند قرن قبل از انقلاب کار کرده بودند، در ایدهٔ آزادی، برابری و برادری بود.

### علی شریعتی
عبدالکریم سروش در دانشگاه وست مینیستر لندن در سخنرانی‌ای در مورد علی شریعتی گفت شریعتی به تدریج تاریخی‌تر می‌شود. تاریخی شدن به این معنا که آثارش بسط پیدا می‌کند و در اثر این بسط می‌توان او را بهتر دید. به گمان وی شریعتی کسی بود که چشمِ خود را از جهان فروبست و چشم‌های زیادی را گشود و مسایلی را طرح کرد که مردم را از پرداختن به مسایل خرد و حقیر رهانید. کارِ شریعتی از نظرِ سروش، تغییر دادن سطح پرسش‌ها و نجات دادن جوان‌ها از اشتغال به سؤال‌های تکراری و بی‌اهمیت بود.
از نظر او موضع‌گیری عمومِ گروه‌ها و طبقات جامعه دربارهٔ علی شریعتی، چه در دوران حیات و مبارزهٔ او و چه پس از وفات وی دستخوش تغییر شده‌است الا موضع‌گیری روحانیون دربارهٔ وی که همواره نگاهی ثابت در خصوصِ وی داشتند و آن موضع این بود که او مطرود و غیرمقبول است و سخنانش سخنان ضدِ دین است و خدمتِ او نه خدمت بلکه خیانت است.

### اخلاق
سروش در مصاحبه‌ای خواستار جایگزینی فقه به اخلاق شده‌است. او در کتاب اخلاق خدایان اخلاق را به دو دسته تقسیم کرده‌است:
- اخلاق ثابت که در طول تاریخ ثابت است و زندگی بشر در راه تحقق چنین ارزش‌هایی معنی میابد و در ذات خود ارزشمند است. تعداد این ارزش‌ها بسیار محدود است. آزادی، عدالت و کمال‌طلبی نمونهٔ این دسته است.
- اخلاق نسبی که همواره نسبت به زمان متغیر است و در خدمت اخلاق ثابت ارزش میابد و در ذات خود ارزش محسوب نمی‌شود. این اخلاق در ادیان نیازمند ترجمه فرهنگی است و عرفی و قراردادی است. بیشتر اصول اخلاقی از این دسته است. دروغ و حجاب مشهودترین نمونه‌های این اصول اخلاقی است که نسبی می‌باشند.

سروش معتقد است که اخلاق را باید در صدر نشاند آنگاه پرداختن به بحث در باب دین اخلاقی و سیاست اخلاقی از جمله مسائلی است که در اولویت اول قرار می‌گیرد. به نظر سروش اندیشه حق‌مداری باید در صدر مواد قانون اساسی نوشته شود یعنی همان جایگاهی را که ولایت فقیه در قانون اساسی کنونی ما دارد باید به حق مداری داد و هر چه را که با این اصل مخالف است از حیز انتفاع ساقط و غیرقابل پیروی است.

### روحانیت
به عقیده سروش کسانی که از نظر دینی دارای برتری هستند حق و امتیازی برای برتری سیاسی ندارند، یعنی برای روحانیون و اهل دین، مزیتی برای حکومت کردن و دخالت در امر سیاست نیست. سروش اسلام را دینی سکولار توصیف کرده و در بارهٔ نقش روحانیت در اسلام گفته‌است هیچ‌کس نمی‌تواند در اسلام به نام روحانیت بین مردم و خدا واسطه باشد و کسی به اسم روحانی نمی‌تواند به عنوان شرط صحت عمل انسان (مسلمان) باشد. وی معتقد است که از نظر تاریخی کلمه روحانیت در اسلام وجود نداشته و قرآن برترین کسان را نزد خدا با تقواترین آنان می‌داند نه آنکه هر کس روحانی‌تر، عالم‌تر یا آگاه‌تر باشد یا به خدا نزدیک‌تر.

### بنیادگرایی دینی
او معتقد است جریان بنیادگرایی اسلامی از بعد از فوت پیامبر اسلام با ظهور خوارج آغاز شد و تا امروز هم ادامه یافته‌است و نمی‌توان آن را ریشه‌کن کرد و همواره در تاریخ بوده‌است. او علت این جریان را روحیه افرادی می‌داند که ذیل اندیشه دینی به سمت فاشیسم تمایل دارند. وی می‌گوید از همان اوایل که خوارج در اسلام به وجود آمدند شیوه‌شان خشونت ورزی بود. بر سر مسائل جزئی راحت آدم می‌کشتند و شکم پاره می‌کردند و به دنبال یک جامعه پاک و خالص از مؤمنان بودند و هر کس که اندک زاویه‌ای با آن‌ها داشت حذف فیزیکی می‌کردند. امروز هم جریان بنیادگرایی شیعی از همان آبشخور تغذیه می‌کند و تنها راهش آن است که نگذاریم به قدرت برسند. سروش احمدی‌نژاد و یارانش را دارای «نظریات فاشیستی» می‌داند.

### شهادت
او انتقاداتی از تأکید بیش از حدّ بر مسئلهٔ شهادت و واقعهٔ کربلا دارد. وی معتقد است که امام حسین بن علی در سلسلهٔ امامان، «یک استثنا بود نه یک قاعده» اما تبدیل به قاعده شده‌است. وی می‌گوید قبلاً به دلیل در اقلیت بودن شیعیان آن‌ها باید جنبهٔ تراژیک تاریخ خودشان را برجسته می‌کردند. اما در جهان جدید، شاید این حاجت وجود نداشته باشد و ما «وجوه دیگری از تشیع» را باید رو کنیم.

### قاسم سلیمانی
پس از ترور قاسم سلیمانی، سروش این شعر را در صفحه اینستاگرام خود بازنشر کرد.
| من همان دم که وضو ساختم از چشمه عشق |  | چارتکبیر زدم یکسره بر هر چه که هست     |
| قاسم از دولت عشق تو سلیمانی شد      |  | یعنی از وصل تو‌اش نیست به جز باد به دست |

### مدرنیته و شاخص‌های آن
سروش معتقد است مدرنیته چون پشت کردن به سنت‌هایی است که در هر جا متفاوتند، لاجرم مدرنیته خود نیز صور متفاوت دارد و یک نمونه غایی و برتر از آن وجود ندارد. وی جستجو دربارهٔ ماهیت سنت و ماهیت مدرنینه را برای یافتن علل عقب افتادگی تاریخی مسلمانان بی جا می‌داند و در مقابل می‌گوید معرفی شاخص‌های مدرنیته ما را زودتر به پاسخ می‌رساند. او خود سه شاخص را نشانه می‌زند که اگر آن‌ها را از دوران مدرن بگیریم به سنت بازمی‌گردد و اول از برق نام می‌برد که به نظر وی شرط لازم مدرنیته است که نه فقط شب‌های تاریک بلکه دنیای تکنولوژی را روشنایی داد چنان‌که دنیای امروز را بدون برق نمی‌توان تجسم کرد.
شاخص دوم دنیای مدرن از نظر دکتر سروش پدیدار شدن مفهوم حق در عرصه اخلاق و سیاست است، مفهومی که به گفته او در دنیای سنتی وجود نداشت. شاخص سوم نیز علوم تجربی است که در بیان او با هر محاسبه‌ای تأثیرش بر دنیای امروز، بنیادین است. او در تبیین انسان حق مدار می‌گوید در میان آثار اندیشمندان بزرگ مسلمان و از جمله ایرانی اثری از تأکید بر حق و آزادی به معنای امروزی آن نیست چرا که مسئله انسان سنتی این‌ها نبود و اعلامیه جهانی حقوق بشر فایده‌ای بود که از پدیدار شدن حق‌مداری در انسان دوران مدرن حاصل آمد.

### دانشگاه
او در مورد دانشگاه گفته‌است ما هنوز مفهوم درستی از دانشگاه نداریم. دانشگاه که از یک‌سو می‌بایست با صنعت و توسعه همراه باشد و از طرف دیگر با آزادی. چنین چیزی همچنان در بوته اجمال و اهمال است. روزی که ریختند و پاره‌ای از استادان را تحت‌عنوان دینداری کتک زدند، هیچ‌گاه حوزه علمیه حرکتی نکرد و این در حافظه دانشگاهیان مانده‌است. او در نامه‌ای خطاب به هاشمی رفسنجانی در زمان ریاست جمهوری او، به وی هشدار داد که دانشگاه‌ها در فشار شدید هستند و از این دانشگاه‌ها انتظار عالمان بزرگ نداشته باشید. به عقیده سروش دانشگاه‌ها محل رشد اندیشه سکولاراند زیرا به دانشجویان علم سکولار را آموزش می‌دهند و به این ترتیب اندیشه سکولار ناخودآگاه در ذهن افراد جای می‌گیرد.

### روشنفکری دینی
سروش به عنوان یک روشنفکر دینی پس از انقلاب همواره سعی در توضیح روشنگری دینی داشت. سروش روشنفکری چه عرفی و چه دینی را پیوند میان سنت گذشته و تجدد حال مطرح می‌کند و دین را به عنوان یکی از همین سنن به جای مانده شایسته شناخت دوباره در عصر تجدد و مدرنیته می‌داند.
به اعتقاد سروش این روشنفکران دینی بودند که وام کردن از اندیشه‌های دیگر را در یک جامعه دینی ماکسیمالیست که فکر می‌کند چون دین دارد پس همه چیز دارد، مباح و مجاز کردند. سروش ۲۴ ژوئن در میان انجمن دانشجویان سبز دموکراسی خواه جنوب کالیفرنیا گفت: «در چنین جامعه ای از دیگران گرفتن و اقتباس کردن حرام شمرده می‌شود. اما روشنفکران دینی این راه را باز کردند و به مردم گفتند که می‌توانند دیندار باشند در عین حال به تجدد، به مغرب زمین و اندیشه‌های نو هم بله بگویند. دیگراین که روشنفکران دینی اخلاق را برتر از فقه نشاندند و گفتند که فقه یک شعبه دین و یک ضلع است اما مهم‌ترین ضلع نیست و اضلاع بسیار مهم دیگری دارد که اخلاق مهم‌ترین آن است و یک جامعه دینی وقتی واقعاً دینی است که اخلاقی باشد و نه فقهی و این که فقهی کردن جامعه به زور امکان‌پذیر هست اما اخلاقی کردن جامعه هنگامی انجام می‌گیرد که با تربیت، با آموزش و کار عمیق فرهنگی انجام بگیرد.»

### روح‌الله خمینی
«آقای خمینی، مردمی‌ترین رهبری بود که در تاریخ این کشور ظهور کرد… خمینی باسوادترین رهبر این کشور بوده تا کنون؛ از ایام اولیه حکومت هخامنشیان تا روزگار حاضر هیچ‌کس به لحاظ علمی به پای او نمی‌رسید… در تاریخ ما آقای خمینی واقعاً یک نمونهٔ بی‌نظیر بود در مقام حکومتداری. خمینی سابقه خوبی داشت. در گذشته او هیچ چیز ناپاکی وجود نداشت. نه مال مردمی را خورده بود. نه آدمی را کشته بود. نه تجاوزی به حق کسی کرده بود. هیچ‌کدام اینها نبود. مرد شجاعی بود…»

### براندازی
عبدالکریم سروش به دفعات خود را مخالف جدی براندازی و انقلاب علیه جمهوری اسلامی ایران معرفی کرده و تنها راه نجات را در اصلاحات می‌داند. او در نوشته‌های خود گروه‌های براندازی نظیر سلطنت‌طلبان را ارتجاع سلطانی و مجاهدین خلق را تروریسم آلبانی می‌نامد.